# Exogone heterosetosa
Exogone heterosetosa är en ringmaskart som beskrevs av Terry T. McIntosh 1885. Exogone heterosetosa ingår i släktet Exogone och familjen Syllidae.
Artens utbredningsområde är havet kring Nya Zeeland. Inga underarter finns listade i Catalogue of Life.